# Eliseu Vilaclara
Eliseu Vilaclara i Ribas (Barcelona, 16 d'abril de 1960) és físic i meteoròleg català.
Llicenciat en Ciències Físiques per la Universitat de Barcelona (UB) el 1983, la seva vinculació al món acadèmic va començar el 1985, quan va exercir de professor de física i matemàtiques a l'Escola Pia de Llúria, i de física a l'Escola Superior d'Agricultura de Barcelona dependent de la Diputació de Barcelona i posteriorment de la UPC. També ha exercit de professor de predicció operativa al màster de Climatologia Aplicada de la Universitat de Barcelona.
En l'àmbit professional, entre 1992 i 1996 va treballar com a tècnic del llavors Departament de Medi Ambient i Habitatge de la Generalitat de Catalunya, en temes de contaminació atmosfèrica, ozó troposfèric i pluja àcida. El 1996, amb el naixement del Servei Meteorològic de Catalunya (SMC), va incorporar-s'hi com a cap de Secció de Predicció. El 2002, amb la constitució del SMC com a empresa pública, va passar a ser cap de l'Àrea de Predicció. El 2011 va passar a estar vinculat a la Unitat Comercial del SMC i, des del 2013, al Grup de Meteorologia Aplicada, treballant principalment en la certificació del SMC com a proveïdor d'informació meteorològica de suport a la navegació aèria i en la certificació de qualitat ISO 9001. Durant la seva carrera professional, també ha exercit de conductor d'informació meteorològica a TV3 (1985-1988) i a TVE Catalunya (1989-1992), i ha publicat articles en revistes especialitzades i ha participat en nombrosos congressos vinculats a aquesta matèria.
El novembre de 2018 fou nomenat director del Servei Meteorològic de Catalunya, substituint en el càrrec l'anterior director, Oriol Puig.